# Шостек, Анджей
А́нджей Ры́шард Шо́стек MIC (пол. Andrzej Ryszard Szostek, род. 9 ноября 1945, Грудзёндз) — польский римско-католический священник, профессор философии, ректор Католического Университета Люблина им. Иоанна Павла II в 1998—2004 гг. Член Польской академии знаний.

## Биография
После получения аттестата в I Общеобразовательном лицее имени Болеслава Храброго в Грудзёндзе Анджей Шостек поступил на исторический факультет Университета Николая Коперника в Торуне. После первого курса перешёл на факультет теологии в Люблинский католический университет. Написал под руководством доцента Кароля Войтылы дипломную работу «Этика как опытная дисциплина в представлении Т. Чежовского и Т. Котарбинского» и защитил её в 1969 году, получив титул магистра христианской философии. В 1978 году Анджей Шостек защитил докторскую диссертацию («Философские аспекты дискуссии об общепринятых стандартах в современном богословии»). В 1989 году прошёл процедуру хабилитации. В 1990 году стал доцентом, в 1992 году — экстраординарным профессором, в 1997 году — титулярным профессором, в 2000 году — ординарным профессором. Вся его научная карьера была связана с Люблинским католическим университетом, в котором он занимал пост проректора (1992—1996 гг.), два срока пост-ректора (1998—2004 гг.), а в настоящее время является заведующим кафедры этики.
15 августа 1970 года Анджей Шостиак принял первые монашеские обеты принес в конгрегации отцов мариан. 15 августа 1973 года принял вечные обеты. 23 июня 1974 года был рукоположён в священника в Гуре-Кальварии. С 2006 года — генеральный советник Конгрегации отцов Мариан.
Редактор журнала «Этос», член Папской Академии Жизни «Pro vita» и член фонда «Ius et Lex».
Анджей Шостек — племянник историка Генриха Зелинского и внук активиста Союза поляков в Германии, директора польской школы в немецком (до 1945 г.) Злотуве (Крайна) Юлиуша Зелинского.

## Награды
- В 2005 году получил Рыцарский крест Ордена Возрождения Польши[4];
- В 2013 году по распоряжению президента Бронислава Коморовского был награждён Крестом Офицера Ордена Возрождения Польши за выдающиеся достижения в исследовательской и преподавательской деятельности, за вклад в развитие науки[5].